# Agustina Gorzelany
Pour les articles homonymes, voir Gorzelany.
Agustina Gorzelany née le 11 mars 1996 en Argentine, est une joueuse argentine de hockey sur gazon. Elle joue avec l'équipe nationale argentine de hockey sur gazon, remportant la médaille d'argent aux Jeux olympiques d'été de 2020.

## Carrière
Gorzelany faisait partie de l'équipe nationale junior argentine à la Coupe du monde des moins de 21 ans 2016 où l'équipe a remporté la médaille d'or, battant les Pays-Bas en finale.
En 2017, Gorzelany a été appelée dans l'équipe nationale féminine senior et faisait partie de l'équipe qui a remporté la Coupe d'Amérique 2017,,.